# Max Schöne
Max Schöne (Berlín, 20 de gener de 1880 – 16 de gener de 1961) va ser un nedador alemany que va competir a principis del segle xx.
El 1900 va prendre part en els Jocs Olímpics de París, on va guanyar la medalla d'or en la prova dels 200 metres per equips, al costat d'Ernst Hoppenberg, Julius Frey, Herbert von Petersdorff i Max Hainle.